# 堀貞一郎
堀 貞一郎（ほり ていいちろう、1929年2月6日 - 2014年2月10日）は、日本の男性プロデューサー。陶芸家。東京都出身。

## 経歴
- 1953年 - 早稲田大学卒業
- 1953年 - 電通の前身（株）日本電報通信社入社ラジオ・テレビのプロデューサーとして活躍 （「11PM」、「シャボン玉ホリデー」など黎明期の名番組を企画）
- 1963年 - 1964年東京オリンピック、1970年大阪万博にて企画等担当数々の賞[要出典]を受賞
- 1972年 - 三井不動産（株）企画参事に就任、都市開発計画立案。（株）オリエンタルランド常務取締役就任後、浦安地区総合レジャー施設の企画およびディズニーランド日本誘致を担当
- 1978年 - 東京ディズニーランド総合プロデューサーに就任
- 1983年 - 東京ディズニーランド開業に伴い、オリエンタルランド退任。ランドアソシエイツ（株）（現在はエル・エー・シーに名称を変更）社長就任 政府経済審議会の委員
- 1984年 - （株）余暇通信社　社長兼任 総合レジャー誌「余暇通信」発行
10月3日より「水曜ロードショー」の解説者として1985年3月27日まで出演
- 1985年 - フジサンケイグループ主催「コミュニケーションカーニバル 夢工場'87」チーフイマジニア
- 1992年 - （株）オリエンタルランド顧問就任
- 2001年 - 日本観光学会顧問就任

80歳になるまで、全国で講演活動をするとともに、毎月ホリテーマサロンを開催。若手の育成に力を注いだ。

## エピソード
- 東京ディズニーランドのアトラクション「ホーンテッドマンション」の案内役「ゴースト・ホスト」の声優を担当している。

## 出版書籍リスト
- 人を集める 1987年　TBSブリタニカ
- 感動が人を動かす 1992年　到知出版
- 楽しくなければ会社じゃない 2000年 プレジデント社
- メイド・イン・ジャパンからウェルカム・ツー・ジャパンへ 2002年 プレジデント社
- 人生は出会った人で決まる 2004年　ゴマブックス
- 最上川ものがたり 2008年　余暇通信社
- 多治見ものがたり 2009年　余暇通信社

## 関連書籍リスト（堀が登場する出版書籍）
- 「エンタメ」の夜明け ディズニーランドが日本に来た! 2007年　講談社
- 戦略おべっか 2012年　講談社